# Aeropuerto de Reus
El Aeropuerto de Reus (IATA: REU, OACI: LERS) es un aeropuerto español de Aena que está situado en la provincia de Tarragona, aproximadamente a 3 km del núcleo de Reus y a 7 km de Tarragona y a distancias entre 5 y 15 kilómetros de las principales localidades turísticas de la Costa Dorada, en Cataluña, España.

## Historia
El aeropuerto fue una iniciativa del Real Aeroclub de Reus (RACREUS), que en el año de su fundación, 1935, inició la compra de los terrenos para instalarse. El RACREUS paralizó todas sus actividades durante la Guerra Civil, ampliándose la compra de terrenos por parte del Ejército Republicano durante la contienda y convirtiendo el aeródromo en una de las tres bases militares de la zona, gracias al trabajo de ingenieros soviéticos.
Después de la contienda el ejército construyó una base militar en los terrenos cercanos y el RACREUS quedó en una pequeña zona desde donde operar. La Base de Reus acogió los Bf-109F del 23.º Regimiento de Caza del Ejército del Aire. Reus también fue base de la Escuela de Caza hasta su traslado a Sevilla y posteriormente sede de la Escuela de Suboficiales del Ejército del Aire, aunque fue aplicando de forma paulatina un uso compartido con la aviación civil. 
Finalmente, cerrada la escuela en 1992, se centró exclusivamente en el ámbito civil. Su desafectación militar total traspasó la titularidad de todos los terrenos e instalaciones a AENA y constituye uno de los cuatro aeropuertos comerciales de Cataluña junto al de Aeropuerto de Gerona-Costa Brava y el Aeropuerto de Barcelona. En su interior sigue ubicándose el RACREUS, que dispone ahora de dos hangares y que tienen previsto reubicar y restaurar el antiguo hangar militar, que debe ser demolido por las obras de construcción de la NAT. En sus proximidades se halla el Centro de Estudios Superiores de la Aviación (CESDA), un centro adscrito a la Universidad Rovira i Virgili, modelo de formación universitaria de pilotos y operaciones y que cuenta con una flota propia de 10 aviones que operan desde Reus. 
Ryanair ha potenciado este aeropuerto por su cercanía a poblaciones turísticas como Cambrils o Salou, el complejo turístico de PortAventura World, o como acceso más económico a Barcelona, a 95 km. Este flujo de pasajeros provocó un importante crecimiento en las cifras del aeropuerto. En 1995, cerca de 500.000 pasajeros hicieron uso del aeropuerto. En 2004, el número se duplicó al alcanzar 1,1 millones de usuarios. En 2005 y 2006 se alcanzaron los 1.382.000 pasajeros. El repentino incremento de pasajeros promovió proyectos de reformas y mejoras en el aeropuerto: una nueva sala de llegadas y un rediseño de la terminal de salidas. A pesar de ello, las instalaciones seguían siendo pequeñas para responder a las demandas de las compañías aéreas y se acometió la construcción de una nueva área terminal, nueva central eléctrica, nueva torre de control y nueva parcela de combustibles.
En 2007, tras la apertura de la línea de alta velocidad con la estación de Campo de Tarragona, la línea con Madrid de Air Nostrum fue suspendida.

## Características técnicas
- Horario operativo: en horario de verano de 08:00 a 00:00 (hora local), y en horario de invierno de 08:00 a 22:00 (hora local)
- Instalaciones para el manejo de carga: no dispone.
- Categoría de incendios: 7 con equipo de salvamento.
- Pista 07/25 de 2.459 x 45 m (Pavimento asfáltico de categoría PCN 39/F/B/W/T)
- Pista 25 permite aproximaciones de precisión con ILS de categoría I
- Plataforma con 5 puestos de estacionamiento de aeronaves en remoto y 6 para aviación corporativa (actualmente en fase de ampliación a 17 posiciones, que entrarán en servicio en mayo de 2009)
- Servicios sanitarios de Primeros auxilios con servicio de enfermería

## Estado actual del proyecto de ampliación
Se ha puesto en servicio un nuevo edificio para facturación y actualmente se trabaja en la ampliación y reforma del antiguo edificio que se destinará exclusivamente a Salidas. El nuevo edificio de facturación supone unir en un solo complejo todas las dependencias actuales que tendrán una capacidad operativa en hora punta de unos 1.500 pasajeros/h. 
En cuanto a la ampliación de la plataforma de estacionamiento de aviones, que es el principal impedimento a la hora de operar (solamente admite cinco aviones por hora), la primera fase se encuentra ya en ejecución y se espera poder ponerla en servicio -junto a la zona de salidas- para el próximo verano (2009).
Otras obras que actualmente están en marcha son las de redacción de proyectos de adaptación a las normas de Aviación Civil y la redacción del proyecto de nueva central eléctrica y del proyecto de nueva torre de control que debe substituir a la actual que está en terrenos de la ampliación de plataforma.
Quedarán aun por ejecutar muchas de las obras del Plan director que detallamos en el siguiente apartado.

## Plan Director 2006-2013
En los presupuestos Generales del Estado es donde se recogen (con las dotaciones correspondientes) todas las actuaciones previstas en el Aeropuerto de Reus en los próximos años. A las obras ya indicadas antes hay que añadir las siguientes: 
- Ampliación de la pista por la cabecera de la pista 07 (es decir por la parte de la antigua carretera de Tarragona) en unos 500 m con la instalación de un sistema de aproximación de precisión de tipo I, iluminación e ILS. (Año 2010-2012)

- Ampliación del ancho de la pista, ampliación del ancho de la calle de rodadura, zonas de espera y construcción de dos calles de salida rápida en la dirección pista 25. (2009-2010)

- Adecuación del balizamiento a las normas de Aviación Civil y la IATA ya que actualmente no cumplen la normativa. (2009-2010)

- Construcción de una nueva Estación Eléctrica (2010-2011)

- Construcción de una nueva Torre de Control. (2012)

- Ampliación de la plataforma de estacionamiento de aeronaves. Una ampliación que se efectuará en dos fases, una -la actual- y la segunda en el 2011-12. Cuando esté totalmente acabada tendrá una capacidad para 25 aeronaves

- Construcción de una nueva Terminal. Estará situada en los terrenos donde se encontraba la Base Aérea Militar y otros que será necesario expropiar hacia el norte. Será totalmente nueva, de dos plantas y justo frente a la nueva plataforma. Tendrá 8 pasarelas de embarque fijas (pre-pasarelas), 36 mostradores de facturación, 7 controles de seguridad y 8 hipódromos o cintas de recogida de equipajes (el actual solo tiene 3). Tendrá 5,2 ha, cinco veces más que las actuales instalaciones. Todo ello permitirá una operatividad de 3.000 pax/h y 19 aeronaves/h, con lo que puede absorber un movimiento de 9 millones de pasajeros al año. Las dependencias actuales se destinarán a aviación general y corporativa, Aeroclub, Bloque técnico (Oficinas y administración de Aena) y a instalaciones de carga. Estas son las obras con más presupuesto (más de 135 millones de euros).

El proyecto básico ya está acabado y entregado y se está redactando el proyecto ejecutivo para licitar las obras durante el 2009 e iniciarlas el 2010. Se prevé duren unos dos años.
Todas estas obras suponen cambiar totalmente el aspecto y las prestaciones del aeropuerto. Respecto al Plan Director anterior se elimina la posibilidad de construcción de una segunda pista de características similares a la actual pero se contempla una segunda pista paralela para aviación general y corporativa con unas nuevas instalaciones de Aero Club al sur del aeropuerto. 
Con la capacidad de movimientos de las pistas, una vez ampliada la 07/25, la pista permite hasta 27 movimientos/h (con la implantación de ayudas radar para aproximaciones y separación en despegues y las calles de salida rápida), lo que unido a la capacidad final de la plataforma y de la NAT el aeropuerto puede llegar a los 12 millones de pasajeros.

## Transporte y Aparcamiento
Se accede por la rotonda entre la autovía C-14 y la antigua (N-420), permitiendo así un acceso rápido también desde otras localidades. Hay que decir que la carretera de acceso al aeropuerto es estrecha y obliga a giros a la izquierda muy peligrosos.
Actualmente hay 4 líneas de autobús desde el aeropuerto. Uno se dirige directamente a Barcelona, otro conecta con las localidades turísticas de La Pineda, Salou y Cambrils, otra con la ciudad de Tarragona y la última con la ciudad de Reus y sus estaciones de tren y autobús. El horario de salida de los autobuses suele estar sincronizado con la llegada de vuelos (el que menos es la línea urbana 50).
Frente al edificio terminal de Llegadas se encuentra la parada de taxis. Entre 12 y 20 euros vale el trayecto para la mayor parte de las ciudades cercanas (Tarragona, Reus, Salou, Cambrils...). Si coincide la llegada de dos vuelos o más habrá que esperar entre 15 y 30 minutos a la llegada de taxis.
Hasta el 31 de julio de 2009, aparcar en el aeropuerto de Reus era totalmente gratuito. A partir del 1 de agosto de 2009, el aparcamiento público del aeropuerto es de pago. 
Con el proyecto de NAT también se incluyen nuevos aparcamientos, nuevos accesos y la posibilidad de unir el mismo con la carretera de Constantí.

## Aerolíneas y destinos
(Última actualización: 7 de abril de 2024)

### Destinos nacionales
| Ciudades          | Nombre del aeropuerto           | Aerolíneas               | Aeronaves | Frecuencias semanales |
| España            | España                          | España                   | España    | España                |
| ----------------- | ------------------------------- | ------------------------ | --------- | --------------------- |
| Islas Baleares    |                                 |                          |           |                       |
| Palma de Mallorca | Aeropuerto de Palma de Mallorca | Air Nostrum (estacional) |           | 2                     |

### Destinos internacionales
| Ciudades por países | Nombre del aeropuerto                   | Aerolíneas                                                                               | Aeronaves      | Frecuencias semanales |        |
| Europa              | Europa                                  | Europa                                                                                   | Europa         | Europa                | Europa |
| ------------------- | --------------------------------------- | ---------------------------------------------------------------------------------------- | -------------- | --------------------- | ------ |
| Alemania            |                                         |                                                                                          |                |                       |        |
| Weeze               | Aeropuerto de Weeze                     | Ryanair (estacional)                                                                     | B737           | 2                     |        |
| Bélgica             |                                         |                                                                                          |                |                       |        |
| Bruselas            | Aeropuerto de Bruselas-National         | TUIfly (estacional)                                                                      | B737           | 2                     |        |
| Charleroi           | Aeropuerto de Charleroi-Bruselas Sur    | Ryanair (estacional)                                                                     | B737           | 5                     |        |
| Francia             |                                         |                                                                                          |                |                       |        |
| París               | Aeropuerto de París-Orly                | Vueling (estacional)                                                                     | A3xx           | 2                     |        |
| Irlanda             |                                         |                                                                                          |                |                       |        |
| Cork                | Aeropuerto de Cork                      | Ryanair (estacional)                                                                     | B737           | 5                     |        |
| Dublín              | Aeropuerto de Dublín                    | Ryanair (estacional)                                                                     | B737           | 7                     |        |
| Shannon             | Aeropuerto de Shannon                   | Ryanair (estacional)                                                                     | B737           | 4                     |        |
| Irlanda del Norte   |                                         |                                                                                          |                |                       |        |
| Belfast             | Aeropuerto Internacional de Belfast     | Jet2.com (estacional)                                                                    |                | 4                     |        |
| Países Bajos        |                                         |                                                                                          |                |                       |        |
| Eindhoven           | Aeropuerto de Eindhoven                 | Ryanair (estacional)                                                                     | B737           | 5                     |        |
| Reino Unido         |                                         |                                                                                          |                |                       |        |
| Aberdeen            | Aeropuerto Internacional de Aberdeen    | TUI Airways (estacional)                                                                 | B7x7           | 1                     |        |
| Birmingham          | Aeropuerto de Birmingham                | Jet2.com (estacional) Ryanair (estacional) TUI Airways (Estacional)                      | B737 B7x7      | 3 4 3                 |        |
| Bournemouth         | Aeropuerto Internacional de Bournemouth | Jet2.com (estacional) (inicia 28 de julio de 2026)                                       |                |                       |        |
| Brístol             | Aeropuerto de Brístol                   | Jet2.com (estacional) TUI Airways (Estacional)                                           | B7x7           | 2 1                   |        |
| Cardiff             | Aeropuerto de Cardiff                   | TUI Airways (estacional)                                                                 | B7x7           | 1                     |        |
| Edimburgo           | Aeropuerto de Edimburgo                 | Jet2.com (estacional)                                                                    |                | 2                     |        |
| Glasgow             | Aeropuerto Internacional de Glasgow     | Jet2.com (estacional) TUI Airways (estacional)                                           | B7x7           | 3 4                   |        |
| Leeds               | Aeropuerto de Leeds-Bradford            | Jet2.com (estacional) Ryanair (estacional)                                               | B737           | 3                     |        |
| Liverpool           | Aeropuerto de Liverpool-John Lennon     | Jet2.com (estacional) Ryanair (estacional)                                               | B737           | 2 4                   |        |
| Londres             | Aeropuerto de Londres-Gatwick           | TUI Airways (estacional)                                                                 | B7x7           | 3                     |        |
| Londres             | Aeropuerto de Londres-Luton             | easyJet (estacional) Jet2.com (estacional)                                               | A3xx           | 2                     |        |
| Londres             | Aeropuerto de Londres-Stansted          | Jet2.com (estacional) Ryanair (estacional)                                               | B737           | 2 7                   |        |
| Mánchester          | Aeropuerto de Mánchester                | easyJet (estacional) Jet2.com (estacional) Ryanair (estacional) TUI Airways (estacional) | A3xx B737 B7x7 | 6 2 4                 |        |
| Newcastle           | Aeropuerto Internacional de Newcastle   | Jet2.com (estacional) TUI Airways (estacional)                                           | B7x7           | 3 2                   |        |
| Nottingham          | Aeropuerto de East Midlands             | Jet2.com (estacional) Ryanair (estacional)                                               | B737           | 3 2                   |        |

## Estadísticas[3]
| 2000                             | 725.006   | +15,6 |
| 2001                             | 739.469   | +2,0  |
| 2002                             | 759.864   | +2,8  |
| 2003                             | 845.009   | +11,2 |
| 2004                             | 1.136.160 | +34,5 |
| 2005                             | 1.380.664 | +21,5 |
| 2006                             | 1.379.316 | -0,1  |
| 2007                             | 1.305.352 | -5,4  |
| 2008                             | 1.275.956 | -2,3  |
| 2009                             | 1.702.741 | +33,4 |
| 2010                             | 1.415.570 | -16,9 |
| 2011                             | 1.362.683 | -4,0  |
| 2012                             | 937.341   | -31,2 |
| 2013                             | 971.020   | +3,6  |
| 2014                             | 850.492   | -12,4 |
| 2015                             | 705.038   | -17,1 |
| 2016                             | 817.765   | +16,0 |
| 2017                             | 1.022.964 | +25,1 |
| 2018                             | 1.037.576 | +1,4  |
| Fuente: AENA, Aeropuerto de Reus |           |       |